# 兵庫県道722号東灘芦屋線
兵庫県道722号東灘芦屋線（ひょうごけんどう722ごう ひがしなだあしやせん）は、兵庫県神戸市東灘区から芦屋市に至る一般県道である。

## 概要
神戸市東灘区深江南町4丁目から芦屋市陽光町に至る
災害時等の埋立地の孤立化を防止するため、芦屋浜埋立地と神戸市深江浜間を連絡する道路として兵庫県南部地震（阪神・淡路大震災）後、建設が始まり、最後まで未開通区間だった「東灘芦屋大橋」が2004年（平成16年）12月18日に供用を開始した。

### 路線データ
- 起点：神戸市東灘区深江南町4丁目（深江交差点、国道43号交点）
- 終点：芦屋市陽光町（兵庫県道573号芦屋鳴尾浜線交点）

## 路線状況

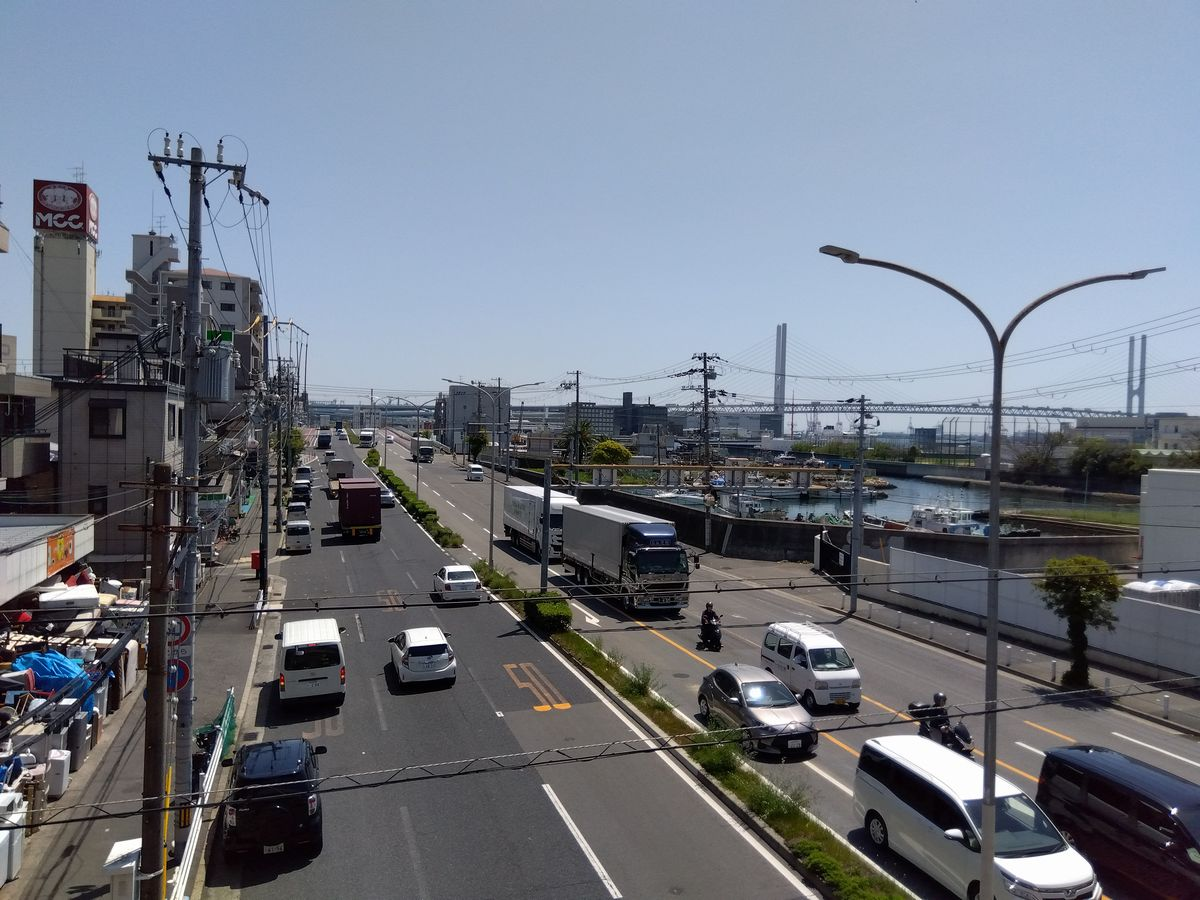
深江交差点付近（2025年4月撮影）

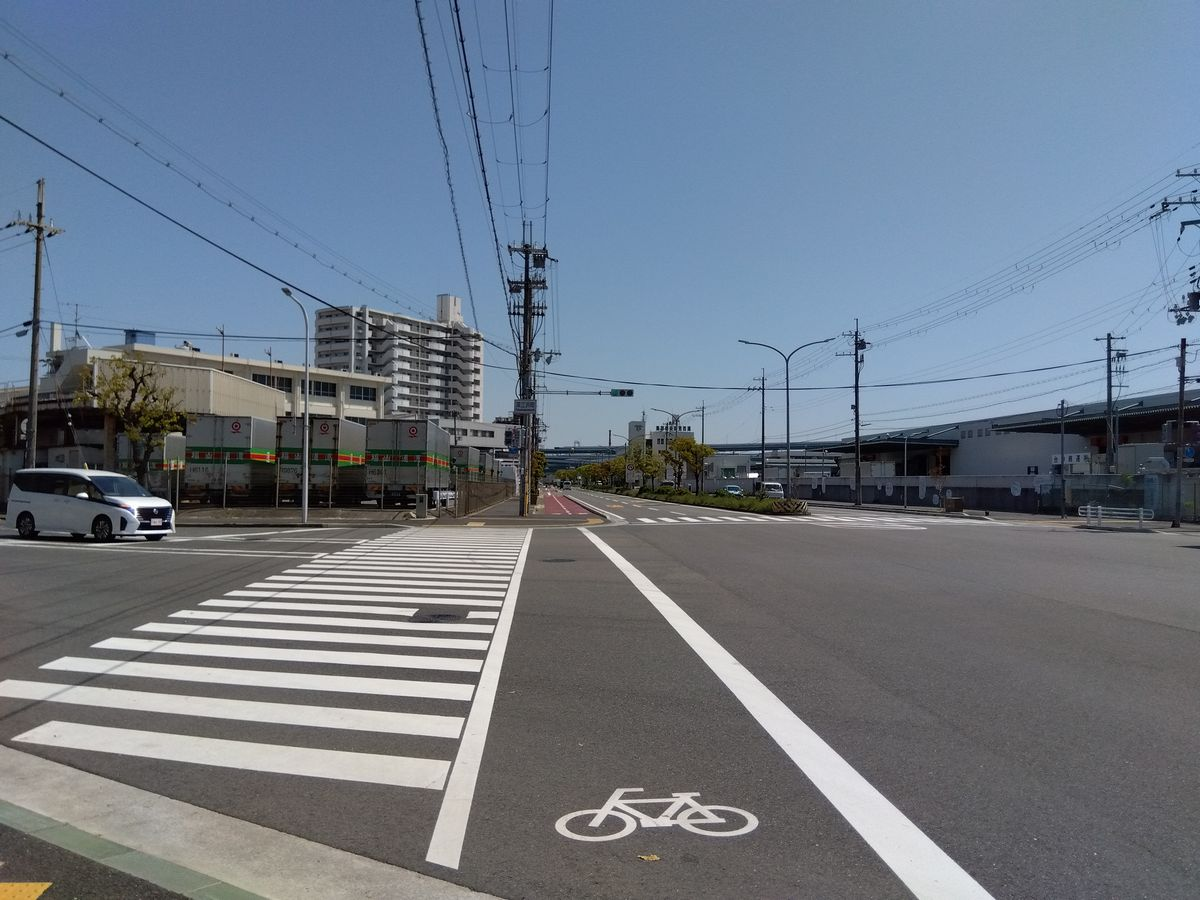
深江浜町交差点（2025年4月撮影）

### 道路施設

#### 橋梁
- 深江大橋（神戸市東灘区）
- 東灘芦屋大橋（神戸市東灘区 - 芦屋市）

## 地理

### 通過する自治体
- 神戸市（東灘区）
- 芦屋市

### 交差する道路
| 交差する道路              | 市町村名 | 市町村名 | 交差する場所  | 交差する場所           |
| ------------------------- | -------- | -------- | ------------- | ---------------------- |
| 国道43号                  | 神戸市   | 東灘区   | 深江南町4丁目 | 深江交差点 / 起点      |
| 阪神高速5号湾岸線         | 神戸市   | 東灘区   | 深江浜町      | 5-12/5-13 深江浜出入口 |
| 兵庫県道573号芦屋鳴尾浜線 | 芦屋市   | 芦屋市   | 陽光町        | 終点                   |

### 沿線
- 神戸市中央卸売市場東部市場